# Хосе Альварес дель Вільяр
Хосе Альварес дель Вільяр (ісп. José Alvarez del Villar; 1908—1989) — мексиканський іхтіолог. Автор описання нових таксонів.

## Біографія
Вищу освіту почав здобувати в Каліфорнійському університеті, де він отримав ступінь бакалавра сільськогосподарських наук. Згодом повернувся до Мехіко, де в Національному політехнічному інституті вивчав хімію та паразитологію, а з 1938 р — біологію. Спеціалізувався на вивченні біорізноманіття риб та комерційному рибництві. Далі повернувся до США, де вивчав іхтіологію в Обернському університеті, а в 1945 році отримав ступінь магістра в Мічиганському університеті. У 1948 році отримав докторську ступінь.
Його дослідження зосереджувались головним чином на вивченні видового складу та розповсюдження риб у різних мексиканських внутрішніх водах. Він також вивчав викопні риби. У 1948 році він опублікував свою першу книгу «Catálogo de los Peces de las Aguas continentales mexicanas» на основі своєї дисертації. Він написав 18 наукових праць у національних та зарубіжних журналах, а також підручники «Anatomía comparada básica» (1979) та (Los cordados) (1967, з редакціями у 1973 та 1976). У 1951 році Хосе Альварес дель Вільяр став одним із членів-засновників Мексиканського товариства гідробіології.
Альварес дель Вільяр вперше описав 35 нових таксонів, включаючи Chapalichthys pardalis, Algansea barbara, Chapalichthys peraticus, Chirostoma melanoccus, Chirostoma reseratum, Allotoca regalis. Hyporhamphus mexicanus, Poecilia sulphuraria, Priapella compressa, Priapella intermedia, Cyprinodon beltrani, Poblana letholepis, Poblana squamata, Gambusia echeagarayi, Allotoca meeki, Atherinella schultzi, Cynodonichthys hendrichsi, Tampichthys ipni та Xiphophorus clemenciae.

## Вшанування
На честь Вільяра названо види риб Gambusia alvarezi, Xiphophorus helleri alvarezi, Cyprinodon alvarezi та Cyprinella alvarezdelvillari.